# شکافت خود به خود
شکافت خود به خود (به انگلیسی: Spontaneous fission) گونه‌ای از واپاشی هسته‌ای است که تنها در عناصر شیمیایی بسیار سنگین مشاهده می‌شود و طی آن هسته سنگین به یک هسته سبکتر و چندین ذره بنیادی واپاشی می‌شود. علت این پدیده بیشینه بودن انرژی بستگی هسته‌ای در عناصر با یکای جرم اتمی بیش از ۵۸ است.
در سال ۱۹۴۰ میلادی گئورگی فلیرف و کنستانتین پترزاخ توانستند برای نخستین بار فرایند واپاشی هسته‌ای شکافت خود به خود را مشاهده نمایند.